# MTV Movie & TV Awards 2018
Die Verleihung der MTV Movie & TV Awards 2018 fand am 16. Juni 2018 im Barker Hangar auf dem Santa Monica Airport in Kalifornien statt. Die Übertragung fand zwei Tage später am 18. Juni 2018 über MTV statt. Es war die 27. Ausgabe der Verleihung. Moderator war Tiffany Haddish. Wie bereits im Vorjahr wurden auch diesmal Filme und Fernsehserien ausgezeichnet.
Gewinner des Abends waren der Film Black Panther und die Fernsehserie Stranger Things, die beide vier Awards erhielten.

## Auszeichnungen und Nominierungen (Auswahl)
| Film                             | N | A |
| -------------------------------- | - | - |
| Black Panther                    | 7 | 4 |
| Stranger Things                  | 7 | 4 |
| Es                               | 4 | 1 |
| Girls Trip                       | 4 | 1 |
| Riverdale                        | 4 | 1 |
| Avengers: Infinity War           | 3 | 0 |
| Game of Thrones                  | 3 | 0 |
| Star Wars: Die letzten Jedi      | 3 | 0 |
| Wonder Woman                     | 3 | 1 |
| Call Me by Your Name             | 2 | 0 |
| Jumanji: Willkommen im Dschungel | 2 | 0 |
| Love, Simon                      | 2 | 1 |
| Ready Player One                 | 2 | 0 |
| Thor: Tag der Entscheidung       | 2 | 0 |
| Tote Mädchen lügen nicht         | 2 | 0 |

### Film des Jahres
- Black Panther
- Avengers: Infinity War
- Girls Trip
- Es (It)
- Wonder Woman

### Bester Filmschauspieler
- Chadwick Boseman – Black Panther
- Timothée Chalamet – Call Me by Your Name
- Ansel Elgort – Baby Driver
- Daisy Ridley – Star Wars: Die letzten Jedi (Star Wars: The Last Jedi)
- Saoirse Ronan – Lady Bird

### Show of the Year
- Stranger Things
- Tote Mädchen lügen nicht (13 Reasons Why)
- Game of Thrones
- Grown-ish
- Riverdale

### Bester Schauspieler in einer Show
- Millie Bobby Brown – Stranger Things
- Darren Criss – American Crime Story (The Assassination of Gianni Versace: American Crime Story)

- Katherine Langford – Tote Mädchen lügen nicht (13 Reasons Why)
- Issae Rae – Insecure
- Jeffrey Dean Morgan – The Walking Dead
- Maisie Williams – Game of Thrones

### Bester Komiker
- Tiffany Haddish – Girls Trip
- Jack Black – Jumanji: Willkommen im Dschungel (Jumanji: Welcome to the Jungle)
- Dan Levy – Schitt’s Creek
- Kate McKinnon – Saturday Night Live
- Amy Schumer – I Feel Pretty

### Bester Held
- Chadwick Boseman – Black Panther
- Emilia Clarke – Game of Thrones
- Gal Gadot – Wonder Woman
- Grant Gustin – The Flash
- Daisy Ridley – Star Wars: Die letzten Jedi (Star Wars: The Last Jedi)

### Bester Bösewicht
- Michael B. Jordan – Black Panther
- Josh Brolin – Avengers: Infinity War
- Adam Driver – Star Wars: Die letzten Jedi (Star Wars: The Last Jedi)
- Aubrey Plaza – Legion
- Bill Skarsgård – Es (It)

### Bester Kuss
- Nick Robinson und Keiynan Lonsdale – Love, Simon
- Gina Rodriguez und Justin Baldoni – Jane the Virgin
- Olivia Cooke und Tye Sheridan – Ready Player One
- KJ Apa und Camila Mendes – Riverdale
- Finn Wolfhard und Millie Bobby Brown – Stranger Things

### Verängstigste Darbietung
- Noah Schnapp – Stranger Things
- Talitha Bateman – Annabelle 2 (Annabelle:Creation)
- Emily Blunt – A Quiet Place
- Sophia Lillis – Es (It)
- Cristin Milioti – Black Mirror

### Beste Reality-Serie
- Keeping Up with the Kardashians
- Love & Hip Hop
- The Real Housewives of Beverly Hills (The Real Housewives)
- RuPaul’s Drag Race
- Vanderpump Rules

### Scene Stealer
- Madelaine Petsch – Riverdale
- Tiffany Haddish – Girls Trip
- Dacre Montgomery – Stranger Things
- Taika Waititi – Thor: Tag der Entscheidung (Thor: Ragnarok)
- Letitia Wright – Black Panther

### Bestes Team
- Finn Wolfhard, Sophia Lillis, Jaeden Lieberher, Jack Dylan Grazer, Wyatt Oleff, Jeremy Ray Taylor und Chosen Jacobs – Es (It)
- Chadwick Boseman, Lupita Nyong’o, Danai Gurira und Letitia Wright – Black Panther
- Dwayne Johnson, Kevin Hart, Jack Black, Karen Gillan und Nick Jonas – Jumanji: Willkommen im Dschungel (Jumanji: Welcome to the Jungle)
- Tye Sheridan, Olivia Cooke, alle Charaktere im Overlook Hotel, Philip Zhao, Win Morisaki und Lena Waithe – Ready Player One
- Gaten Matarazzo, Finn Wolfhard, Caleb McLaughlin, Noah Schnapp und Sadie Sink – Stranger Things

### Beste Musikdokumentation
- Lady Gaga – Gaga: Five Foot Two
- Diddy – Can’t Stop, Won’t Stop: A Bad Boy Story
- Demi Lovato – Demi Lovato: Simply Complicated
- JAY-Z – Jay-Z’s „Footnotes for 4:44“
- Dr. Dre und Jimmy Iovine – The Defiant

### Bester Kampf
- Gal Gadot vs. German Soldiers – Wonder Woman
- Charlize Theron vs. Daniel Hargrave & Greg Rementer – Atomic Blonde
- Scarlett Johansson, Danai Gurira, & Elizabeth Olsen vs. Carrie Coon – Avengers: Infinity War
- Chadwick Boseman vs. Winston Duke – Black Panther
- Mark Ruffalo vs. Chris Hemsworth – Thor: Tag der Entscheidung (Thor: Ragnarok)

### Best Musical Moment
- Mike und Eleven tanzen zu Every Breath You Take – Stranger Things
- Freedom – blackish
- Elio weint während des Abspanns – Call Me by Your Name
- Dance Battle – Girls Trip
- Traumsequenz zu I Wanna Dance with Somebody (Who Loves Me) – Love, Simon
- A Night We’ll Never Forget – Riverdale
- Phillip und Anne singen Rewrite the Stars – The Greatest Showman
- Kate singt Landslide – This Is Us – Das ist Leben (This Is Us)

### Generation Award
- Chris Pratt

### MTV Trailblazer Awards
- Lena Waithe